# Мидлсбро (футбольный клуб)
«Ми́длсбро» (полное название — Футбольный клуб «Ми́длсбро»; англ. Middlesbrough Football Club, английское произношение: [ˈmɪdəlzbrə 'futbɔ:l klʌb]) — профессиональный английский футбольный клуб из города Мидлсбро, графство Норт-Йоркшир. Является одним из 22 клубов-основателей Английской Премьер-лиги в 1992 году.
С 1995 года домашние матчи проводит на стадионе «Риверсайд», вмещающем более 34 тысяч зрителей.
Выступает в Чемпионшипе, втором по значимости дивизионе в системе футбольных лиг Англии.
Популярное название клуба среди поклонников — «Боро». Главными соперниками клуба являются соседние команды — «Сандерленд» (матчи против которого известны как Тис-Уирское дерби) и «Ньюкасл Юнайтед» (матчи против которого известны как Тайн-Тисское дерби). Также существует соперничество с другим йоркширским клубом — «Лидс Юнайтед».

## История

### Конец XIX века
В 1876 году игрокам в крикет из города Мидлсбро пришла идея основать футбольный клуб, чтобы поддерживать спортивную форму в осенне-зимний период. Лишь в 1889 году команда приобрела статус профессионального клуба, успев к этому времени выиграть два Кубка Англии среди любителей. Но спустя три года «Мидлсбро» отказался от профессионального статуса. Окончательную прописку во второй английский дивизион клуб приобрёл лишь в 1899 году, а спустя два года пробился в высшую лигу.

### Первая половина XX века
В начале XX века «Мидлсбро» был весьма заметным клубом в английском футболе. В 1905 году клубом был приобретён Альф Коммон, который перешёл из «Сандерленда» за рекордную для британского футбола сумму в тысячу фунтов. Спустя пять лет «Боро» оказались вовлечён в скандал связанный с подставными играми. Стало известно, что менеджер клуба Энди Уокер предлагал футболистам из «Сандерленда» по два фунта за сдачу матча. Хотя игроки отказались от взятки, «Мидлсбро» все равно выиграл, а Уокер был пожизненно дисквалифицирован лигой. В сезоне 1913—1914 годов «Боро» стал третьим в высшем дивизионе, что и по сей день является рекордом команды в национальных первенствах. После Первой мировой войны клуб потерял больше половины своего состава. Многие игроки погибли в бою, остальные предпочли завершить карьеру. Это привело к вылету «Мидлсбро» из высшей лиги. Долгое время клуб курсировал между дивизионами оставаясь внизу турнирной таблицы. Только к началу 1940-х годов наметился прогресс. В сезоне 1939—1940 годов клуб был претендентом на чемпионство в высшей лиге, но война вновь внесла свои коррективы.

### Вторая половина XX века
В послевоенное время у клуба началась эпоха упадка. С 1954 года «Мидлсбро» на двадцать лет покинул высшую лигу. Даже талант нападающего Брайана Клафа не мог помочь «Боро» вернуться в элиту. В 1966 году клуб вообще вылетел в третий эшелон английского футбола. С приходом в клуб Стэна Андерсона и Джека Чарльтона у команды наметился прогресс. «Мидлсбро» вернулся в элиту, а в сезоне 1975—1976 годов завоевал свой первый трофей в профессиональном футболе, Англо-шотландский кубок. Хотя вскоре «Боро» вновь оказался в третьем дивизионе. Вслед за этим в середине 1980-х годов команду постиг финансовый кризис, который заставил руководство клуба брать долг у федерации. В 1986 году «Мидлсбро» вообще мог лишиться профессиональной лицензии, однако клуб смог найти деньги и справился со своими сложностями. Перед началом сезона 1986/87 по предложению директора клуба Стива Гибсона был произведён ребрендинг. Официальное название клуба сменилось на Middlesbrough Football and Athletic Club (1986) Ltd., также была видоизменена эмблема клуба, которая должна была отражать новую эпоху в истории «Мидлсбро». Итогами перерождения команды стали возвращение в элиту сильнейших, открытие нового стадиона Риверсайд, а в 1992 году «Боро» стал сооснователем Премьер-лиги.

Логотип клуба в 1986—2007 гг.

С появлением в клубе в 1996 году нескольких известных футболистов, включая итальянца Фабрицио Раванелли и талантливого бразильца Жуниньо, а также играющего тренера Брайана Робсона, будущее виделось светлым для «Мидлсбро». Но судьба распорядилась несколько иначе. В сезоне 1996/97 годов «Боро» финишировал в зоне вылета, во многом в результате снятия трёх очков за неявку на матч с «Блэкберн Роверс». В том же сезоне команда добралась до финалов Кубка лиги и Кубка Англии, хотя проиграла в обоих. Потеряв из-за вылета многих ведущих игроков, тем не менее, в сезоне 1997/98 команде удалось вернуться в Премьер-Лигу. Отработав в клубе семь лет, в 2001 году Робсон покинул «Мидлсбро», передав руководство Стиву Макларену, который до этого был вторым тренером в «Манчестер Юнайтед».

### Начало XXI века
Под новым руководством «Боро» стал добиваться заметных успехов. В сезоне 2003/04 годов клуб выиграл Кубок лиги и дебютировал в еврокубках. В 2006 году «Мидлсбро» дошёл до финала Кубка УЕФА, в котором проиграл испанской «Севилье» со счётом 0:4. Макларен активно привлекал к игре в основе воспитанников футбольной академии «Мидлсбро» (Даунинга, Моррисона, Джонсона, Каттермола и пр.), которая считается одной из лучших в Англии. Но после проигранного финала еврокубка Макларена ждало повышение в сборную Англии.
Несмотря на данные достижения, в среде болельщиков росло недовольство принятой 20 лет назад новой эмблемой. Число 1986 было причиной недоразумений при выступлениях в Кубке УЕФА, где многие команды и болельщики воспринимали «Мидлсбро» как молодой, недавно созданный клуб. Позднее Стив Гибсон признавал, что надпись Middlesbrough Football Club 1986 была не более чем маскировкой и отчасти даже предавала старую историю команды, поскольку «Боро» являлся один из первых клубов английской ассоциации. В итоге, в 2007 году, под давлением общественности было решено вернуться к более традиционному варианту.
В 2006 году на посту главного тренера встал бывший капитан команды Гарет Саутгейт. Под его руководством клуб занимал невысокие позиции — 12-е место в сезоне 2006/07, 13-е в 2007/08, а в сезоне 2008/09 «Боро» и вовсе попрощался с Премьер-Лигой, финишировав на 19-м месте. Тем менее, несмотря на вылет в Чемпионшип, Саутгейту удалось сохранить за собой пост главного тренера.

### Годы в Чемпионшипе
Сезон 2009/10 команда начала успешно и уверенно шла в группе лидеров, однако в октябре Саутгейт неожиданно был отправлен в отставку, а его место занял шотландский специалист Гордон Стракан, который до этого руководил «Селтиком». В зимнее трансферное окно Стракан привлёк в ряды «Мидлсбро» сразу пятерых игроков из своей бывшей команды — Барри Робсона, Скотта Макдональда, Стивена Макмануса, Вилло Флада и Криса Киллена. Однако это усиление не помогло, и по итогам сезона 2009/10 «Мидлсбро» финишировал лишь на 11-м месте.
В сезоне 2010/11 перед Страканом была поставлена задача выхода в Премьеру-Лигу. Однако в октябре 2010 года «Мидлсбро» оказался вблизи зоны вылета, демонстрируя невыразительную игру. Терпение президента клуба Стива Гибсона иссякло и вскоре шотландский тренер был уволен. 26 октября 2010 года новым главным тренером стал бывший игрок и легенда «Мидлсбро» — Тони Моубрей, ранее возглавлявший все тот же «Селтик». Чередуя удачные матчи с поражениями, Тони Моубрею постепенно удалось наладить игру и поднять команду из подвала в середину турнирной таблицы. «Речники» выдали мощную концовку чемпионата и, потерпев в последних 12 матчах лишь 1 поражение, завершили сезон 2010/11 на 12-й позиции.
Сезон 2011/12 стал самым успешным для «Мидлсбро» после вылета в Чемпионат Футбольной лиги Англии. Долгое время команда шла в группе лидеров и всерьёз претендовала на повышение в классе, но 8-матчевая безвыигрышная серия в конце чемпионата не позволила осуществиться этим планам. В итоге «речники» закончили сезон на 7-м месте, остановившись в шаге от зоны плей-офф. В сезоне 2012/13 ситуация повторилась. Начав календарный год на втором месте, «речники» набрали во второй половине чемпионата лишь 12 очков и скатились на 16-ю позицию.
После того, как в стартовых 12 турах Чемпионшипа 2013/14 было одержано всего 2 победы, Тони Моубрей был отправлен в отставку. На посту главного тренера его сменил испанский специалист Айтор Каранка, ранее работавший помощником главного тренера мадридского «Реала» Жозе Моуринью. Он улучшил результаты команды, и по итогам сезона она заняла 12-е место. Следующий сезон команда провела значительно лучше и финишировала на 4-м месте в регулярном чемпионате, но проиграла в финале плей-офф за выход в Премьер-лигу «Норвич Сити» (0:2).
В сезоне 2015/16 «речники» принялись подтверждать свои чемпионские амбиции и к новому году уверенно шли на первой строчке в турнирной таблице, показав в том числе рекордную 9-матчевую серию без пропущенных мячей. В феврале в игре «Мидлсбро» наступил спад, а в марте 2016 года после двух кряду поражений от аутсайдеров чемпионата — «Ротерем Юнайтед» и «Чарльтон Атлетик» в команде произошёл конфликт между игроками и главным тренером, в результате чего Айтор Каранка по собственному желанию был временно отстранён от управления командой. Тем не менее, владельцу клуба Стиву Гибсону удалось разрешить конфликтную ситуацию и вскоре Каранка вернулся к своей работе.
Данная встряска пошла на пользу команде, которая выдала 6-матчевую победную серию и вернулась в борьбу за прямую путёвку в Премьер-лигу. 7 мая 2016 года в заключительном, 46-м туре чемпионата против «Брайтон энд Хоув Альбион» «Мидлсбро» добился необходимого ничейного результата и со второго места оформил выход в Премьер-лигу.
16 марта 2017 года, ввиду неудовлетворительных результатов в Премьер-лиге (19-е место), Каранка был уволен с поста главного тренера. Исполняющим обязанности главного тренера был назначен его помощник Стив Агнью, однако ему не удалось предотвратить вылет «Мидлсбро» в Чемпионшип. После вылета в «Мидлсбро» работали как опытные тренеры — Тони Пьюлис, Нил Уорнок, Крис Уайлдер, так и молодые специалисты — Гарри Монк, Джонатан Вудгейт, Майкл Каррик, однако им так и не удавалось решить задачу по возвращению клуба в Премьер-лигу.

## Клубные цвета и форма
Характерными цветами клуба являются красный и белый; классический вариант — красные гетры и трусы и красная футболка с широкой горизонтальной белой полосой на груди. Хотя на протяжении своей истории «Мидлсбро» выступал в разных комплектах формы, включая даже синюю в белый горошек.
В 1899 году, в своём первом сезоне после вступления в Футбольную лигу, домашней формой «Мидлсбро» были белая футболка и синие трусы, и только в следующем сезоне это сочетание поменялось на привычное красно-белое. Отличительная горизонтальная белая полоса на груди была введена Джеком Чарльтоном в 1973 году, после неудачной попытки ввести однотонные белые футболки в стиле «Лидс Юнайтед». Долгое время такой вариант оставался неизменным, однако однотонные красные футболки появлялись в сезоне 1997/98, а затем в сезонах 2000/01, 2004/05 и 2007/08 из-за большого спроса.
В декабре 2007 года клуб проводил голосование среди болельщиков «Мидлсбро» по поводу наличия либо отсутствия белой полосы на домашней форме в следующем сезоне, и по итогам опроса 77,4 % болельщиков высказались за возвращение белой полосы.

### Форма

#### Домашняя
| 2009/10 | 2010/11 | 2011/12 | 2012/13 | 2013/14 | 2014/15 | 2015/16 | 2016/17 | 2017/18 | 2018/19 | 2019/20 |
| 2020/21 | 2021/22 | 2022/23 | 2023/24 |         |         |         |         |         |         |         |

#### Гостевая
| 2009/10 | 2010/11 | 2011/12 | 2012/13 | 2013/14 | 2014/15 | 2015/16 | 2016/17 | 2017/18 | 2018/19 | 2019/20 |
| 2020/21 | 2021/22 | 2022/23 | 2023/24 |         |         |         |         |         |         |         |

#### Резервная
| 2018/19 | 2020/21 | 2022/23 |

Источники:,,

### Экипировка
| Годы      | Изготовитель формы | Спонсор          |
| --------- | ------------------ | ---------------- |
| 1976—1977 | Bukta              | Нет              |
| 1977—1980 | Adidas             | Нет              |
| 1980—1982 | Adidas             | Datsun           |
| 1982—1984 | Adidas             | McLean Homes     |
| 1984—1986 | Hummel             | Camerons Brewery |
| 1986—1987 | Hummel             | Dickens          |
| 1987—1988 | Skill              | Dickens          |
| 1988—1990 | Skill              | Heritage Hampers |
| 1990—1992 | Skill              | Evening Gazette  |
| 1992—1994 | Admiral            | ICI              |

| Годы       | Изготовитель формы | Спонсор      |
| ---------- | ------------------ | ------------ |
| 1994—1995  | Errea              | Dickens      |
| 1995—2002  | Errea              | BT Cellnet   |
| 2002—2004  | Errea              | Dial-a-Phone |
| 2004—2007  | Errea              | 888.com      |
| 2007—2009  | Errea              | Garmin       |
| 2009—2010  | Adidas             | Garmin       |
| 2010—2018  | Adidas             | Ramsdens     |
| 2018—2022  | Hummel             | 32Red        |
| 2022—н. в. | Errea              | Unibet       |

## Интересные факты
- «Мидлсбро» — первый футбольный клуб в мире, запустивший собственный телеканал — Boro TV. Первые трансляции состоялись в 1997 году и были приурочены к финалу Кубка Англии[16].
- Изначальным прозвищем команды было The Scabs (с англ. — «струпья, короста»), а также бубновые, так как их герб был ромбовидным с красным львом в центре[17].
- Как и многие клубы, основанные в конце XIX века, «Мидлсбро» появился по инициативе игроков в крикет.

## Достижения

### Национальные
- Второй дивизион Футбольной лиги / Чемпионшип
  - Чемпион: 1926/27, 1928/29, 1973/74, 1994/95
  - Вице-чемпион: 1997/98, 2015/16
- Третий дивизион Футбольной лиги
  - Вице-чемпион: 1966/67, 1986/87
- Кубок Футбольной лиги
  - Обладатель: 2003/04
  - Финалист (2): 1996/97, 1997/98
- Кубок Англии
  - Финалист: 1996/97
- Молодёжный кубок Англии
  - Обладатель: 2003/04
  - Финалист (2): 1989/90, 2002/03
- Кубок полноправных членов
  - Финалист: 1989/90

### Международные
- Кубок УЕФА
  - Финалист: 2005/06
- Кубок Кирин
  - Обладатель: 1980
- Англо-шотландский кубок
  - Обладатель: 1975/76

## Текущий состав

### Основной состав
| №             | Игрок               | Страна                    | Дата рождения             | Бывший клуб              | Контракт      |         |
| Вратари       | Вратари             | Вратари                   | Вратари                   | Вратари                  | Вратари       | Вратари |
| ------------- | ------------------- | ------------------------- | ------------------------- | ------------------------ | ------------- | ------- |
| 1             | Сени Дьенг          | Сенегал                   | 23 ноября 1994 (30 лет)   | Куинз Парк Рейнджерс     | 2023—2027     |         |
| 23            | Том Гловер          | Австралия                 | 24 декабря 1997 (27 лет)  | Мельбурн Сити            | 2023—2026     |         |
| 31            | Сол Бринн           | Англия                    | 30 октября 2000 (24 года) | Воспитанник клуба        | 2018—2026     |         |
| Защитники     |                     |                           |                           |                          |               |         |
| 2             | Томми Смит          | Англия                    | 14 апреля 1992 (33 года)  | Сток Сити                | 2022—2025     |         |
| 3             | Рав ван ден Берг    | Нидерланды                | 7 июля 2004 (21 год)      | ПЕК Зволле               | 2023—2027     |         |
| 5             | Мэттью Кларк        | Англия                    | 22 сентября 1996 (28 лет) | Брайтон энд Хоув Альбион | 2022—2025     |         |
| 6             | Даэль Фрай          | Англия                    | 30 сентября 1997 (27 лет) | Воспитанник клуба        | 2015—2026     |         |
| 12            | Люк Эйлинг          | Англия                    | 25 августа 1991 (33 года) | Лидс Юнайтед             | 2024—2026     |         |
| 15            | Анферни Дейкстел    | Суринам                   | 27 октября 1996 (28 лет)  | Чарльтон Атлетик         | 2019—2025     |         |
| 24            | Алекс Бангура       | Сьерра-Леоне              | 13 июля 1999 (26 лет)     | Камбюр                   | 2023—2027     |         |
| 25            | Джордж Эдмундсон    | Англия                    | 15 августа 1997 (27 лет)  | аренда из Ипсвич Таун    | до 31.05.2025 |         |
| 26            | Дарра Ленихан       | Ирландия                  | 16 марта 1994 (31 год)    | Блэкберн Роверс          | 2022—2026     |         |
| 27            | Лукас Энгель        | Дания                     | 14 декабря 1998 (26 лет)  | Силькеборг               | 2023—2027     |         |
| 30            | Нето Боржес         | Бразилия                  | 13 сентября 1996 (28 лет) | Клермон                  | 2024—2027     |         |
| 37            | Джордж Маккормик    | Англия                    | 27 января 2005 (20 лет)   | Воспитанник клуба        | 2018—2026     |         |
| Полузащитники |                     |                           |                           |                          |               |         |
| 4             | Дэниел Барласер     | Англия                    | 18 января 1997 (28 лет)   | Ротерем Юнайтед          | 2023—2026     |         |
| 7             | Хейден Хакни        | Англия                    | 26 июня 2002 (23 года)    | Воспитанник клуба        | 2020—2025     |         |
| 8             | Райли Макгри        | Австралия                 | 2 ноября 1998 (26 лет)    | Шарлотт                  | 2022—2025     |         |
| 10            | Делано Бюргзорг     | Суринам                   | 7 ноября 1998 (26 лет)    | Майнц 05                 | 2024—2028     |         |
| 11            | Айзая Джонс         | Гайана                    | 26 июня 1999 (26 лет)     | Тутинг энд Митчем        | 2019—2027     |         |
| 14            | Алекс Гилберт       | Ирландия                  | 28 декабря 2001 (23 года) | Брентфорд                | 2023—2027     |         |
| 16            | Джонни Хоусон       | Англия                    | 21 мая 1988 (37 лет)      | Норвич Сити              | 2017—2025     |         |
| 17            | Майка Хэмилтон      | Англия                    | 13 ноября 2003 (21 год)   | Манчестер Сити           | 2024—2028     |         |
| 18            | Эйдан Моррис        | Соединённые Штаты Америки | 16 ноября 2001 (23 года)  | Коламбус Крю             | 2024—2028     |         |
| 20            | Финн Азаз           | Ирландия                  | 7 сентября 2000 (24 года) | Плимут Аргайл            | 2024—2028     |         |
| Нападающие    |                     |                           |                           |                          |               |         |
| 9             | Эммануэль Латте Лат | Кот-д’Ивуар               | 1 января 1999 (26 лет)    | Аталанта                 | 2023—2027     |         |
| 21            | Маркус Форсс        | Финляндия                 | 18 июня 1999 (26 лет)     | Брентфорд                | 2022—2026     |         |
| 22            | Томми Конуэй        | Шотландия                 | 6 августа 2002 (22 года)  | Бристоль Сити            | 2024—2028     |         |
| 50            | Бен Доук            | Шотландия                 | 11 ноября 2005 (19 лет)   | аренда из Ливерпуль      | до 31.05.2025 |         |

### Игроки в аренде
| Поз | Игрок            | Страна    | Дата рождения             | Нынешний клуб    | Контракт      |
| --- | ---------------- | --------- | ------------------------- | ---------------- | ------------- |
| Вр  | Зак Хемминг      | Англия    | 7 марта 2000 (25 лет)     | Лейтон Ориент    | до 31.05.2025 |
| Защ | Террелл Агьеманг | Англия    | 13 ноября 2002 (22 года)  | Эйрдрионианс     | до 31.05.2025 |
| Защ | Джек Ханна       | Англия    | 25 декабря 2002 (22 года) | Куин оф зе Саут  | до 31.05.2025 |
| ПЗ  | Фаррелл Уиллис   | Англия    | 23 февраля 2003 (22 года) | Куин оф зе Саут  | до 31.05.2025 |
| ПЗ  | Сэм Сильвера     | Австралия | 25 октября 2000 (24 года) | Портсмут         | до 31.05.2025 |
| ПЗ  | Яку Траоре       | Англия    | 3 ноября 2004 (20 лет)    | Уилдстон         | до 31.05.2025 |
| Нап | Джош Коберн      | Англия    | 6 декабря 2002 (22 года)  | Миллуолл         | до 31.05.2025 |
| Нап | Сонни Финч       | Англия    | 5 августа 2005 (19 лет)   | Милтон-Кинс Донс | до 31.05.2025 |

## Тренерский штаб
| Должность               | Имя              |
| ----------------------- | ---------------- |
| Главный тренер          | Майкл Каррик     |
| Тренер первой команды   | Джонатан Вудгейт |
| Тренер первой команды   | Аарон Данкс      |
| Тренер вратарей         | Алан Феттис      |
| Тренер по физподготовке | Ник Алламби      |
| Тренер-аналитик         | Фил Хадсон       |
| Врач                    | Брайан Инглиш    |

## Известные игроки
Игроки национальных сборных, проведшие более 100 матчей за клуб:

| - Алан Пикок (1954—1964) - Терри Купер (1975—1978) - Гари Паллистер (1984—1989, 1998—2000) - Колин Купер (1984—1991, 1998—2006) - Стюарт Рипли (1985—1992) - Эдвард Коннахан (1963—1966) - Бобби Мердок (1973—1976) - Грэм Сунесс (1973—1978) - Эрик Макморди (1964—1975) - Джим Платт (1970—1982) - Терри Кокрейн (1978—1983) - Алан Кернахан (1985—1993) - Алан Мур (1991—2001) - Кертис Флеминг (1991—2001) - Крис Моррис (1992—1997) - Хейни Отто (1981—1985) - Джордж Боатенг (2002—2008) - Миккель Бек (1996—1998) - Хамильтон Рикард (1998—2002) - Жозеф-Дезире Жоб (2000—2006) | - Силард Немет (2001—2006) - Дорива (2003—2006) - Массимо Маккароне (2002—2007) - Марк Шварцер (1997—2008) - Марк Видука (2004—2007) - Рис Уильямс (2008—2016) - Скотт Макдональд (2010—2013) - Пол Инс (1999—2002) - Уго Эхиогу (2000—2007) - Стюарт Даунинг (2001—2009, 2015—2019) - Адам Джонсон (2004—2010) - Джонатан Вудгейт (2006—2008, 2012—2016) - Эмануэль Погатец (2005—2010) - Джастин Хойт (2008—2013) - Альберт Адома (2013—2016) - Димитриос Константопулос (2013—2019) - Даррен Рэндолф (2017—2020) - Бритт Ассомбалонга (2017—2021) - Джордж Сэвилл (2018—2021) - Падди Макнейр (2018—2024) |

## Легенды «Мидлсбро»
Следующие игроки были признаны легендами футбольного клуба «Мидлсбро» по результатам голосования болельщиков клуба:

| - Джордж Камселл - Джордж Хардуик - Уилф Мэннион - Брайан Клаф | - Джон Хиктон - Вилли Мэддрен - Тони Моубрей | - Берни Слейвен - Жуниньо Паулиста - Гарет Саутгейт |